# Hellering-lès-Fénétrange
Hellering-lès-Fénétrange település Franciaországban, Moselle megyében. Lakosainak száma 188 fő (2022. január 1.). Hellering-lès-Fénétrange Bettborn, Oberstinzel, Gœrlingen és Kirrberg községekkel határos.

## Népesség
A település népességének változása:
| Lakosok száma | 193  | 160  | 168  | 175  | 208  | 196  | 187  | 190  | 192  | 188  |
|               | 1968 | 1982 | 1990 | 2006 | 2013 | 2015 | 2017 | 2019 | 2020 | 2022 |